# 罗杰·维维亚
罗杰·维维亚（法語：Roger Vivier，1907年11月13日—1998年10月2日），世界頂級法籍高跟鞋設計師，专门从事鞋履设计，1963年创立个人同名品牌Roger Vivier。

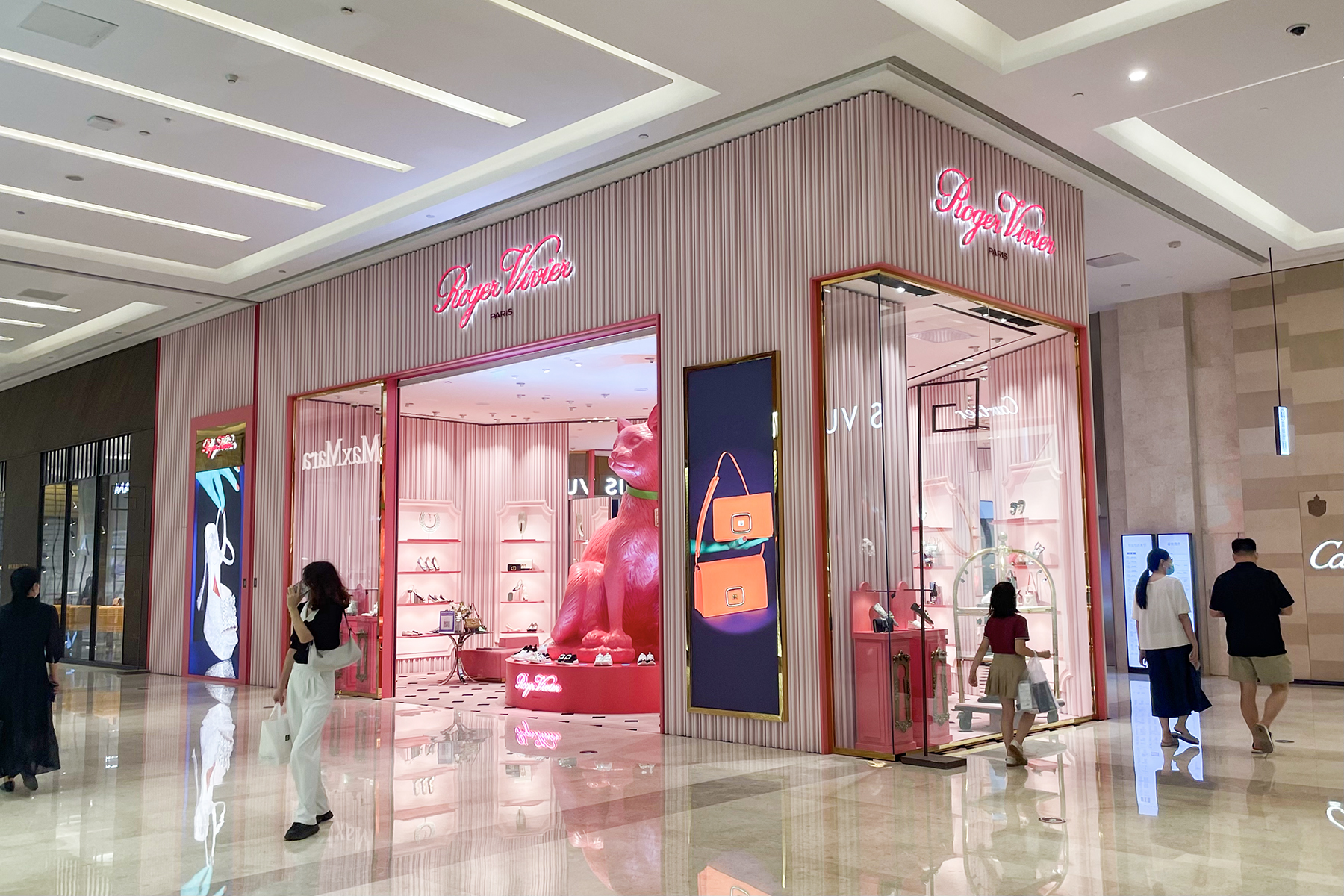
中国郑州丹尼斯大卫城的一家Roger Vivier店铺

## 个人生涯
罗杰·维维亚出生于1907年，1924年前往法國美術學院学习雕塑，两年后辍学，开始以学徒身份学习制鞋艺术。1937年开设了第一家工作室，为巴利和艾尔莎·夏帕瑞丽设计鞋履。在纽约短暂发展了几年后，他于1953年回到巴黎，为克里斯汀·迪奧工作至1963年。1963年，他创立了自己的个人品牌Roger Vivier。他在之后的生涯中继续从事鞋履设计。1998年10月2日，在图卢兹去世。
其鞋履作品在多家博物馆都有收藏，包括纽约大都會藝術博物館、费城艺术博物馆、伦敦维多利亚和阿尔伯特博物馆等。

## 同名品牌

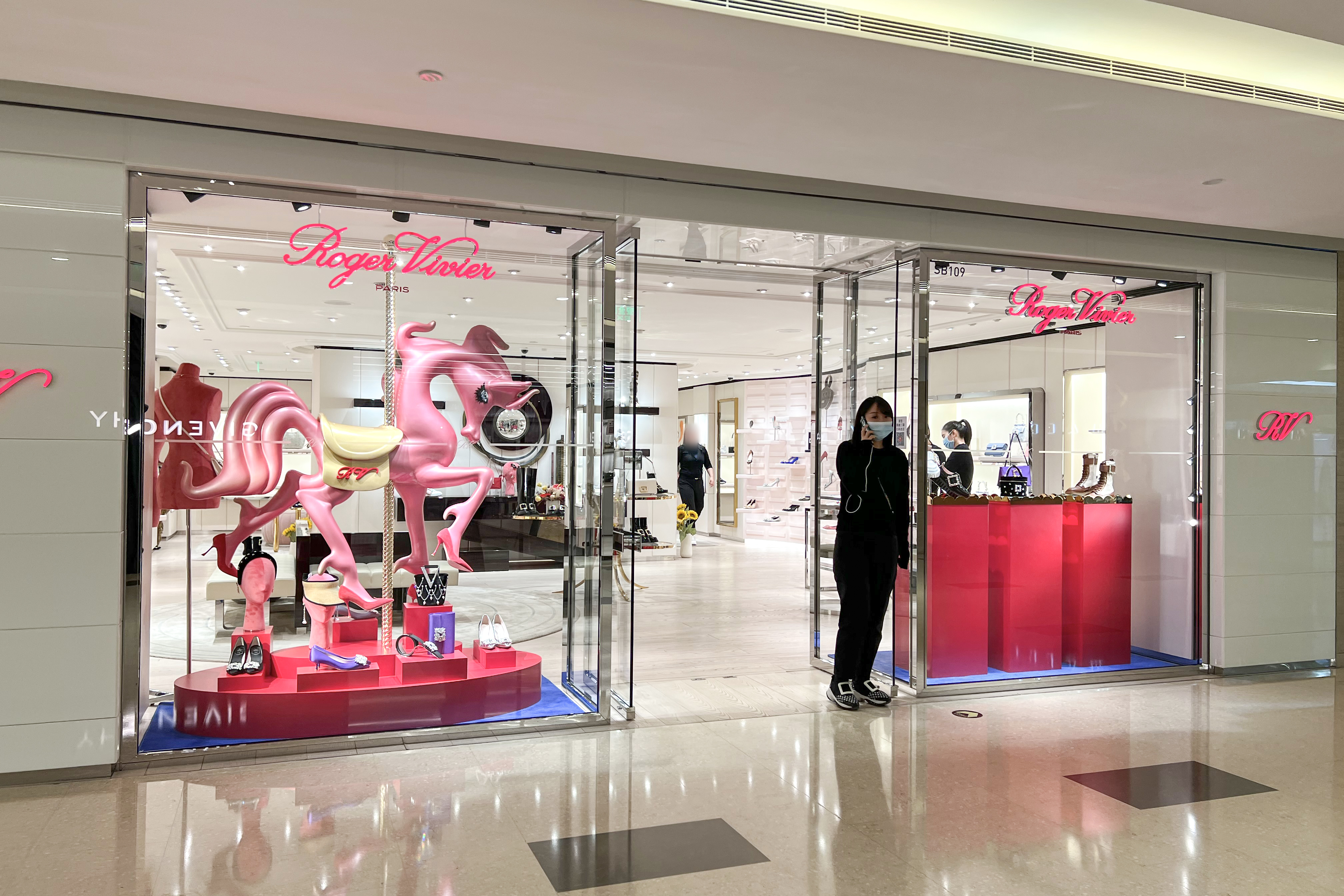
位於北京的Roger Vivier專門店

同名品牌Roger Vivier创立于1963年。1965年推出了其标志性的“方扣鞋”。2000年代，品牌由托德斯董事长迭戈·德拉瓦耶收购，进行特许经营。2015年，托德斯集团以4.15亿欧元全面收购Roger Vivier。
2009年在臺北市开设了台湾首家精品店。2010年，在上海开设了中国大陆首家精品店。